# Alan Bray
Alan Bray (13 de Outubro de 1948 - 25 de Novembro de 2001) foi um historiador britânico e ativista dos direitos LGBT. Era católico romano e tinha interesse particular na relação do Cristianismo com a homossexualidade.

## Juventude
Bray nasceu em Hunslet, Leeds, em uma família da classe trabalhadora. Sua mãe morreu quando ele tinha 12 anos, acontecimento que afetou profundamente seus relacionamentos. Ele frequentou a Leeds Central High School, onde conheceu seu amigo de longa data, Graham Wilson. Ele frequentou a Bangor University e passou um ano em um seminário anglicano antes de iniciar uma carreira no serviço público.

## Ativismo pelos direitos LGBT
Ele se envolveu com a Gay Liberation Front na década de 1970 e fez campanha ativamente pelos direitos dos homossexuais. Seu interesse pela política sexual influenciou seu trabalho histórico, que culminou em dois livros. Seu livro inovador Homossexuality in Renaissance England foi publicado em 1982. Seu segundo livro, The Friend, foi publicado postumamente.

## Legado
O Caucus Católico Romano do Movimento Cristão Gay e Lésbico, do qual Bray era membro, instituiu uma série de Palestras Memoriais a Alan Bray sobre teologia católica e homossexualidade. Os historiadores britânicos Michael Hunter, Miri Rubin e Laura Gowing co-editaram o livro Love, Friendship and Faith in Europe, 1300–1800 (Palgrave Macmillan, 2005), uma coleção de ensaios inspirados na ideia de Bray de encontrar algum componente universal da homossexualidade dentro das experiências de intimidade e amizade sem “localizar um discurso que identifique as pessoas como homossexuais”. Queer Company, de Nick Rumens: o papel e o significado da amizade na vida profissional de homens gays (Ashgate, 2011), também é inspirado na bolsa de estudos de Alan Bray. Valerie Traub (Thinking Sex with the Early Moderns) está entre muitos estudiosos LGBTQ subsequentes que se envolveram e foram inspirados pelos estudos de Bray.